# Pfarrholz Groitzsch
Pfarrholz Groitzsch ist ein Naturschutzgebiet (NSG) im Landkreis Leipzig in Sachsen. Das 37 ha große Gebiet mit der NSG-Nr. L 27 liegt am südwestlichen Stadtrand von Groitzsch. Das artenreiche Auwaldgebiet entlang des Steilabfalles der Elsteraue wird von der Schwennigke durchflossen.